# جورج غيلدر
جورج غيلدر (بالإنجليزية: George Gilder)‏ هو كاتب وفيلسوف أمريكي، ولد في 29 نوفمبر 1939 في نيويورك في الولايات المتحدة.

## وصلات خارجية
- جورج غيلدر على موقع IMDb (الإنجليزية)
- جورج غيلدر على موقع إن إن دي بي (الإنجليزية)